# Quintus Fabius Labeo
Quintus Fabius Labeo entstammte der römischen Adelsfamilie der Fabier und wurde 183 v. Chr. Konsul der Römischen Republik. 

## Leben
Quintus Fabius Labeo hatte einen gleichnamigen Vater und Großvater. Seine Ämterlaufbahn begann er 196 v. Chr. mit der städtischen Quästur. 189 v. Chr. wurde er Prätor und sollte die vor Ephesos ankernde Flotte befehligen, doch war schon vor seiner Ankunft der Krieg der Römer gegen den Seleukidenherrscher Antiochos III. zu Ende gegangen. Darauf wandte sich Fabius Labeo als Flottenkommandant gegen die Insel Kreta, da die Städte Gortyn und Knossos viele Römer gefangenhielten, deren Herausgabe er verlangte; diese Bedingung erfüllte aber nur die erstgenannte Stadt. Nun fuhr der Prätor nach Ephesos zurück, von dort mit drei Schiffen zur Küste von Thrakien und erneuerte die Freiheit der – zuvor vom seleukidischen König besetzten – Städte Ainos und Maroneia, die er auch vor Angriffen des makedonischen Königs Philipp V. schützte.
Nach den für Antiochos III. schmerzhaften Friedensbedingungen musste er unter anderem den Römern auch seine Kriegsflotte übergeben. Die Vernichtung dieser bei Patara in Lykien lagernden Schiffe übernahm 188 v. Chr. Fabius Labeo. Nach der Einnahme von Telmessos segelte er durch die Ägäis, wo er auf Delos den Gott Apollon mit einem Geschenk verehrte, und weiter über Athen nach Italien. Insgesamt hatte er sich also keine großen militärischen Lorbeeren erworben, doch durfte er, obwohl die Volkstribunen Einspruch erhoben, an den Nonen des Februar 188 v. Chr. einen Seetriumph feiern.
Mehrmals bewarb sich Fabius Labeo vergeblich um das höchste Staatsamt; so kam er z. B. 184 v. Chr. nicht zum Zug, weil der Konsul des Jahres 185 v. Chr., Appius Claudius Pulcher, die Wahl seines Bruders Publius zum Konsul für das folgende Jahr durchsetzte. Immerhin gehörte Fabius Labeo 184 v. Chr. zu dem Dreimännerkollegium, das die römischen Bürgerkolonien Potentia und Pisaurum (heute Pesaro) gründete. Endlich wurde er 183 v. Chr. zusammen mit Marcus Claudius Marcellus Konsul. In seiner Provinz Ligurien, die er in seiner Konsulatszeit als Statthalter beherrschte, kämpfte er ziemlich erfolglos, ebenso als Prokonsul 182 v. Chr.
180 v. Chr. in das Kollegium der Pontifices aufgenommen lebte Fabius Labeo noch 167 v. Chr., weil die bis zu diesem Jahr reichenden erhaltenen Bücher des Livius sein Ableben nicht verzeichnen. Höchstwahrscheinlich gehörte er der Kommission aus zehn Männern an, die damals mit Lucius Aemilius Paullus Macedonicus nach dem römischen Sieg über den letzten Makedonenkönig Perseus die Neuorganisation von dessen Reich übernahm.
In einem nicht genauer ermittelbaren Jahr sollte Fabius Labeo einen Grenzkonflikt zwischen den Städten Neapel und Nola schlichten und schlug dabei listig Vorteile für die Römer heraus. Auch als Dichter betätigte er sich.
Unklar ist, ob Quintus Fabius Labeo mit dem von Cicero erwähnten Redner oder Juristen Quintus Fabius Labeo zu identifizieren ist.